# Bullfight
Bullfight es un videojuego arcade publicado por Sega en 1984. Probablemente sea el único videojuego de tauromaquia desarrollado para las máquinas recreativas.